# Tibetische Küche

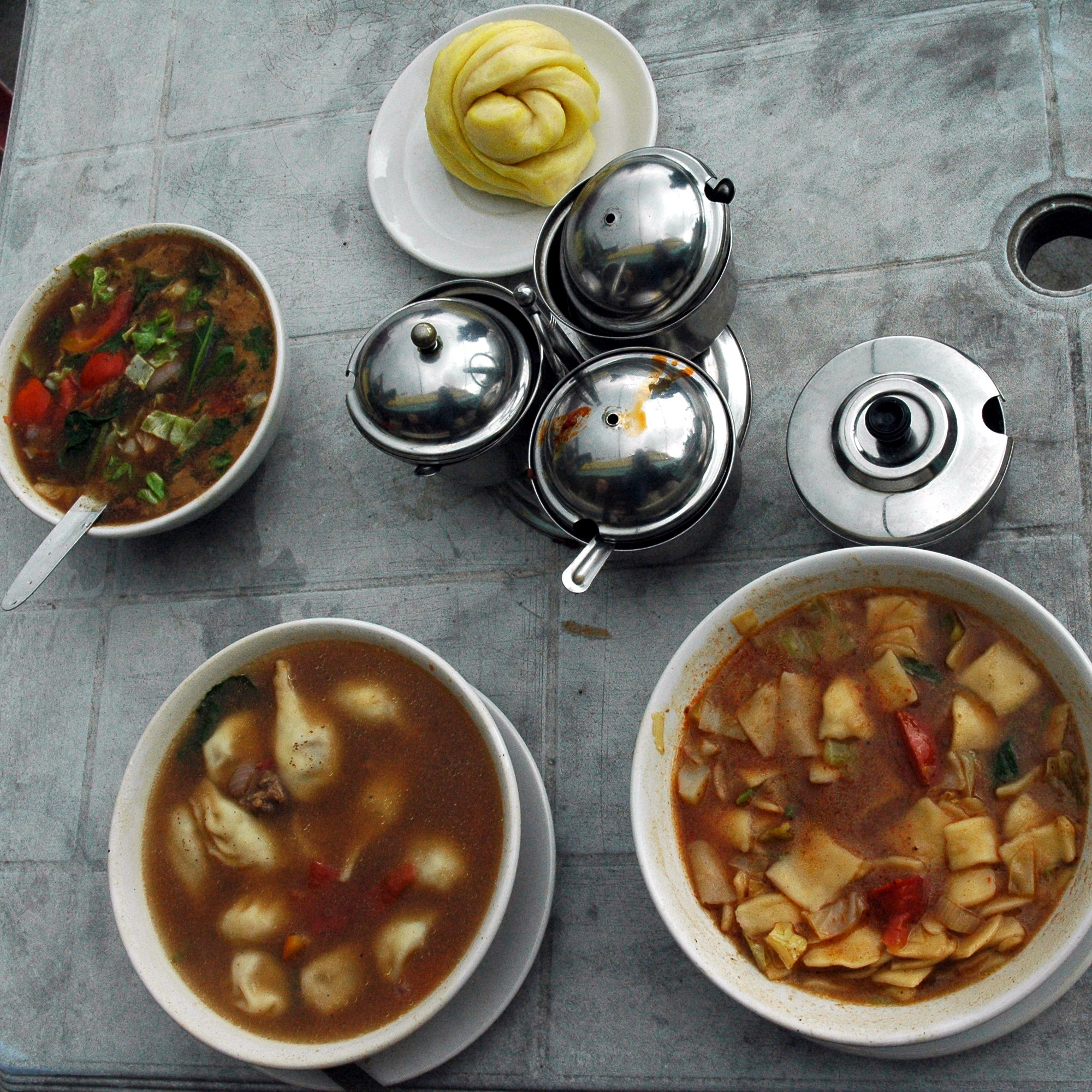
Typische tibetische Gerichte (von oben im Uhrzeigersinn): Brot Tingmo, Nudelsuppe Thenthuk, Momos in Brühe, Gemüse in Brühe, mittig verschiedene Gewürze

Die tibetische Küche bildet die Kochtradition Tibets, der höchstgelegenen Region der Erde, ab. Es bestehen Gemeinsamkeiten mit den Küchen der direkt benachbarten Länder Nepal und Bhutan, die tibetische Küche zeichnet sich aber durch einige Besonderheiten aus: Sie ist geprägt von den rauen klimatischen Bedingungen, die die Möglichkeiten der Landwirtschaft einschränken und an ihre Bewohner ernährungsphysiologische Ansprüche stellen.

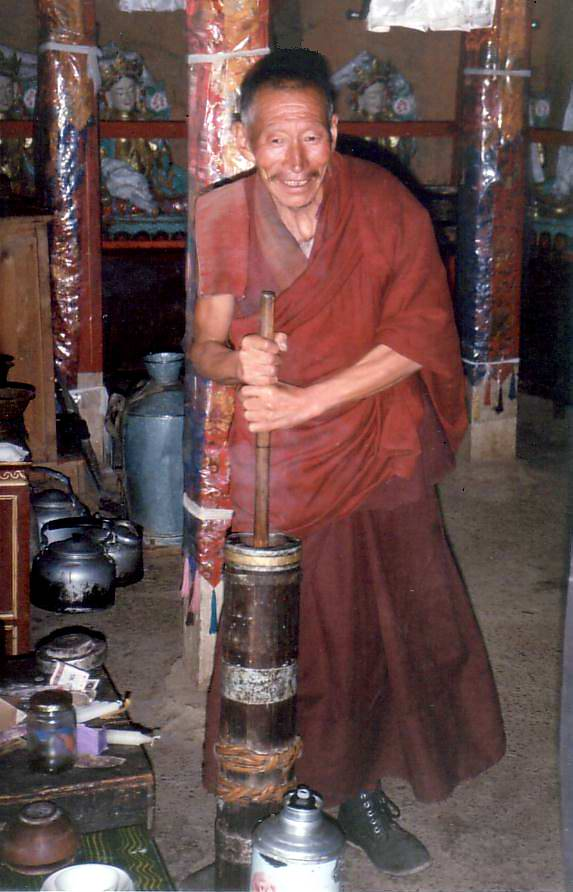
Tibetischer Mönch bei der Herstellung von Buttertee

Basis der Küche bilden Fleisch- und Milchprodukte (Yak und Dzo, Schafe, Ziegen) sowie Gerste, Hirse, Hülsenfrüchte und wenige Gemüsesorten.
Als Essbesteck werden in den Städten vor allem Essstäbchen verwendet, andernorts ist es üblich mit Löffel und Messer oder mit den Händen zu essen.
Getrunken wird hauptsächlich aus Schalen.
Als Nationalgetränk gilt der mit gesalzener Yakbutter zubereitete Buttertee, aber auch indischer Chai oder Milchprodukte wie Sauermilch und Joghurt sind beliebt. Außerdem sind alkoholhaltige Getränke verbreitet, die zumeist aus Gerste oder Hirse hergestellt werden, wie beispielsweise das traditionelle Bier Chhaang.
Die einfachste tibetische Mahlzeit, die nicht nur als Reiseproviant dient, sondern auch zum Frühstück oder als Zwischenmahlzeit gegessen wird, ist Tsampa. Aus geröstetem Gerstenmehl bestehend, das mit heißem Buttertee angerührt wird, wird Tsampa zu Teigkugeln geformt oder als Brei zubereitet. Je nach Anlass wird es mit Dörrfleisch, Honig oder Quark verfeinert. Zusammen mit Buttertee bildet es die bevorzugte Nahrungsgrundlage der Nomaden auf dem tibetischen Hochplateau.
Bei einem größeren Essen ist es üblich mit kalten Vorspeisen zu beginnen, gefolgt von einem Hauptgericht oder mehreren Tellergerichten. Tibetische Teigtaschen, genannt Momos (umgangssprachlich, eigentlich heißen sie Shemos), werden oft von einer Fleischbrühe begleitet oder als Kothay – frittiert – zubereitet. Beliebt sind auch Nudelgerichte und Shabalay, ein in Fett ausgebackener Fleischkuchen, zu dem manchmal ein würziger Salat, etwa aus Daikon-Rettich, gereicht wird.
Desserts sind in der tibetischen Küche nicht üblich. Zum Nachtisch wird oft Tee getrunken. Da viele Tibeter in der Diaspora leben, bildet sich mittlerweile eine moderne Form tibetischer Restaurantküche aus. Bekannt dafür ist etwa das Lhasa Moon in San Francisco, mit Kreationen wie dem Himalayan Salad (Bohnen, Daikon-Rettich, Karotten, Tomaten, Knoblauch und sautierten Zwiebeln). Im Gegensatz dazu werden in Tibet selbst zunehmend chinesische Standardgerichte unter tibetischen Bezeichnungen angeboten.

## Feiertage und Essen
Losar ist das tibetische Neujahrsfest. Laut dem tibetischen Kalender fällt es in den Zeitraum von Januar bis Februar. In den Klöstern werden verschiedene Rituale durchgeführt und die Vorbereitungen für das Losarfest beginnen. Dresi (ein süßes Reisgericht mit Butter und Rosinen), Droma (Reis mit kleinen Kartoffeln) und Kapse (eine frittierte Süßspeise in vielerlei Größen und Formen), sind fixer Bestandteil der Festtafel, daneben Fleisch, Brot, Buttertee und Tsampa.
Am Tag vor Neujahr (Guthor) werden traditionell spezielle Teigwaren hergestellt, die Guthuk. Sie bestehen aus neun Zutaten, in der Hauptsache getrockneter Käse und Getreide, die gebackenen Teigbälle werden jeweils mit Paprika, Salz, Reis, Wolle oder Kohle gefüllt und versteckt, findet eine Person Paprika in ihrer Kugel bedeutet es, dass sie zu redselig ist, weißes Salz oder Reis gilt als ein gutes Zeichen, wenn eine Person Kohle im Teig findet, bedeutet es, dass sie ein „schwarzes Herz“ hat. An Losar, dem ersten Tag des neuen Jahres, brachten die Mönche des Klosters Namgyal verbunden mit Gebeten der Göttin Palden Lhamo einen geweihten Opferkuchen dar. Man tauscht den traditionellen Gruß Tashi Delek aus, und es werden Langlebigkeits-Pillen (Tse-ril), hergestellt aus gebratenem Gerstenteig, angeboten, es wird reichlich gegessen und Bier getrunken. Früher wurde das Neujahrsfest in Tibet, fünfzehn Tage oder länger gefeiert. In Indien, wo die größte Exilgemeinde lebt, feiert man heute drei Tage, im Westen einen Tag.
Shoton ist das tibetische Joghurtfest. Es entstand im 15. Jahrhundert im Drepung-Kloster nahe Lhasa. Das Fest bezeichnete das Ende der Sommermeditation der Mönche im Herbst und wurde im 19. J.h. auf 5 Tage ausgedehnt. Da sich zu dieser Jahreszeit auch die Milchproduktion auf dem Höhepunkt befand, wurde auch entsprechend viel Joghurt hergestellt. Gäste wurden bewirtet und die Bevölkerung versammelte sich auf den Wiesen, um zu essen und zu trinken, tibetische Opern wurden aufgeführt und Thangkas öffentlich ausgestellt. Im indischen Exil wird Shoton im Frühling gefeiert, allerdings steht heute die Joghurtproduktion nicht mehr im Mittelpunkt.

## Speisen und Nahrungsmittel
Suppen, Eintöpfe:
- Ashom Thang – Maissuppe mit Tofu
- Churül – Käsesuppe
- Tentug – Nudelsuppe
- Tsamtug – Suppe mit Tsampa
- Doluma – Melanzanisuppe
- Thukpa – Nudeleintopf mit Gemüse
- Gyatoup – Nudelsuppe mit Fleisch

Momo – Gefüllte Teigtaschen:
- Sha Momo – Momos mit würziger Fleisch-Gemüsefüllung
- Jhasha Momo – Momos mit Hühner-Gemüsefüllung
- Tsel Momo – Momos mit Gemüsefüllung

Fleischgerichte:
- Sha Kampo – Dörrfleisch
- Kochfleisch (mit Salz, Ingwer und weiteren Gewürzen zubereitet)
- Shabalay – frittierter Fleischkuchen
- Wurst (aus Fleisch, Leber, Blut oder Mehl)
- Innereien (beispielsweise Yak-Magen oder Schafslunge)
- Gyakok – ähnlich dem „mongolischen“ Feuertopf
- Luksha Shamdeh – Lamm-Curry mit Joghurt und Kräutern
- Shogok Nagopa – Rindsgeschnetzeltes mit Kartoffeln, Spinat, Knoblauch und Ingwer
- Shaptak – Rindsgeschnetzeltes mit scharfen Paprikaschoten in Tomatensauce

Tsel – Gemüse:
- Tsel Tofu – Tofu mit Gemüse
- Shingbee – Grüne Bohnen mit Kartoffeln, Ingwer, Knoblauch und Tomaten
- Tsel Phing – Nudeln mit Gemüse
- Tsel Shogok – sautierte Kartoffeln mit Spinat, Erbsen, Zwiebeln und Knoblauch
- Tsel Sesha – sautierte Pilze mit Karotten, Broccoli, Ingwer und Knoblauch
- Tsel Nezom – sautiertes Gemüse  mit Koriander
- Tsel Gyaker – Gemüse-Curry

Desserts:
- Bhatsu Mahku – geröstete Gerste mit Zucker und Käse

Diverses:
- Tsampa – Mehl aus Röstgerste, wird je nach Gusto mit Buttertee vermischt und dann entweder als Teigkugel oder als Brei gegessen.
- Thing mo – gedämpftes Brot
- Thing alla – Pfannkuchen gefüllt mit Gemüse, Bohnensprossen und Pilzen
- Labtak – Gedünsteter Rettich mit Ingwer und Koriander
- Le thing – würziger Kuchen aus Mungobohnen
- Jhasha Khatsa – marinierte Hühnerteile, ausgelöst und frittiert
- Chura loenpa – Weichkäse
- Chura kampo – Hartkäse

Getränke:
- Po Cha – Buttertee
- (Masala) Chai – indischer Milchtee
- Thara – süßes Joghurtgetränk
- Chhaang – Bier aus Gerste, (Finger-)Hirse oder Reis
- Sauermilch sowie Buttermilch